# Ґроот-Джонґенсфонтейн (ПАР)
Ґроот-Джонґенсфонтейн (англ. Groot-Jongensfontein) — населений пункт в районі Еден, Західна Капська провінція, ПАР.
| Прапор ПАР | Це незавершена стаття про Південно-Африканську Республіку. Ви можете допомогти проєкту, виправивши або дописавши її. |

34°26′ пд. ш. 21°20′ сх. д. / 34.433° пд. ш. 21.333° сх. д.